# 林鵙鶲屬
林鵙鶲屬是新幾內亞的一个鳥屬，屬啸鹟科。目前有六種鳥被歸於這個屬，雖然分子遺傳學證據顯示這個屬可能需要重分類到不同科。

## 種類
此屬是明亮顏色雜食性的鳥類，部分品種的皮膚跟羽毛，尤其是易变林鵙鶲和黑頭林鵙鶲，含有強力的树蛙毒素（亦見於哥倫比亞的箭毒蛙體內）族神經毒性生物鹼。這被認為是一種化學防護避免體表寄生蟲和視覺掠食者如蛇或人類，這些鳥自身不生產這種毒素，毒素可能來自他們的食用的甲蟲。
黑頭林鵙鶲是明亮顏色有著磚紅色腹部跟衝冠的黑頭的鳥類。易变林鵙鶲就如其名有許多不同的型態，可分成以不同鳥羽圖案命名的二十個亞種，其中兩種非常像黑頭林鵙鶲。
學者推測鳥身上的明亮顏色是一種警告色，而兩種鳥的相似是一種擬態訓練掠食者避免以這兩種鳥為食。

## 另見
- 鴆，中國傳說中的鳥，羽毛帶有劇毒。

## 外部連結
- FUGU, POISON FROGS, AND PITOHUIS by Harold B. White （页面存档备份，存于）